# TV Victor
TV Victor (gebürtig Udo Heitfeld; * 1960) ist ein deutscher Ambient- und Elektronik-Musiker.

## Leben und Wirken
TV Victor übersiedelte in den frühen 1980er Jahren nach Berlin. Er wurde Mitglied diverser Projekte der Berliner Underground-Kunstszene. Mit Dimitri Hegemann und anderen gründete er das Fischbüro. Das bekannteste Projekt der damaligen Zeit war das hypnothische, ethno-orientierte No Zen Orchestra. Die Gruppe veröffentlichte 1988 das Album „Invisible College“ auf dem Label Interfish, aus dem später Tresor Records entstand. 
TV Victor war einer der ersten Label-Artists bei Tresor Records und hatte dort mehrere Ambient-Veröffentlichungen. 1989 begann er sein erstes Solo-Projekt Moondance – The Magic Sound of Moon. Er entwickelte sich hin zur experimentellen Musik mit Pop-Elementen, die aber schon die mehr Ambient-orientierte Richtung seiner kommenden Arbeit vorwegnahm. In den folgenden Jahrzehnten schuf TV Victor Ambient- und Trancemusik, unter anderem in Zusammenarbeit mit  Moritz v. Oswald, Max Loderbauer, Ari Benjamin Meyers, Paul Browse und Tobias Freud.
In den letzten Jahren veröffentlichte TV Victor mehrere Dark-Ambient-Produktionen.

## Diskographie
- 1987: Invisible College, No Zen Orchestra,
- 1989: Moondance
- 1990: Move, Track auf Sampler Next Generation
- 1991: Gagarin Kongress
- 1994: TV Victor invites you to a Trancegarden
- 1996: Trancology Vol. 1
- 2000: Timeless Deceleration mit dem Stück Agai
- 2002: TG 1
- 2007: Tempelhof – Graz
- 2010: TV Victor GRV Vol. 1
- 2011: Thought Process, Remix des Juan-Atkin-Stückes
- 2013: TV Victor The ways of the bodies
- 2015: Der Kern – Das Fukushima-Konzert
- 2016: Visions Vol. 1
- 2017: TV Victor Live at Tresor 25 years festival
- 2017: Deep Entry
- 2017: Dreamy Harbour
- 2019: Back to the Moon, Moondance Remastered